# Draft de la NBA G League de 2021
El Draft de la NBA G League de 2021 se celebró el día 23 de octubre de 2021. Constó de tres rondas.

## Selecciones del draft
|  | Denota jugador que ha sido seleccionado para un NBA Development League All-Star Game(s)                                         |
|  | Denota jugador que ha sido seleccionado para un NBA Development League All-Star Game(s) y también elegido en el Draft de la NBA |
|  | Denota jugador elegido también en el Draft de la NBA                                                                            |

### Primera ronda
| Pick | Jugador          | Pos.       | Nacionalidad           | Equipo                                         | Universidad / Club |
| ---- | ---------------- | ---------- | ---------------------- | ---------------------------------------------- | ------------------ |
| 1    | Shamorie Ponds   | Base       | Estados Unidos         | Delaware Blue Coats (De South Bay)             |                    |
| 2    | Tyler Hagedorn   | Alero      | Estados Unidos         | College Park Skyhawks                          |                    |
| 3    | Gabe York        | Base       | Estados Unidos         | Fort Wayne Mad Ants                            |                    |
| 4    | Justin Turner    | Base       | Estados Unidos         | Westchester Knicks                             |                    |
| 5    | Nate Darling     | Base       | Canadá                 | Agua Caliente Clippers (De Stockton)           |                    |
| 6    | Brandon Knight   | Base       | Estados Unidos         | Sioux Falls Skyforce (De Grand Rapids)         |                    |
| 7    | Eddie Stansberry | Base       | Estados Unidos         | Texas Legends (De Raptors 905)                 |                    |
| 8    | Jaylen Johnson   | Alero      | Estados Unidos         | Motor City Cruise                              |                    |
| 9    | Michael Gbinije  | Base/Alero | Estados Unidos         | Iowa Wolves (De Wisconsin)                     |                    |
| 10   | Zaire Wade       | Base       | Estados Unidos         | Salt Lake City Stars                           |                    |
| 11   | Loudon Love      | Ala-pívot  | Estados Unidos         | Texas Legends (De Austin)                      |                    |
| 12   | Alan Griffin     | Escolta    | Estados Unidos         | Santa Cruz Warriors (De Memphis)               |                    |
| 13   | Lance Stephenson | Base       | Estados Unidos         | Grand Rapids Gold                              |                    |
| 14   | LiAngelo Ball    | Base       | Estados Unidos         | Greensboro Swarm                               |                    |
| 15   | T. J. Haws       | Escolta    | Estados Unidos         | Lakeland Magic                                 |                    |
| 16   | B.J. Taylor      | Base       | Estados Unidos         | Cleveland Charge (De Lakeland)                 |                    |
| 17   | Scottie Lindsey  | Escolta    | Estados Unidos         | Windy City Bulls                               |                    |
| 18   | Isaiah Ross      | Escolta    | Estados Unidos         | Maine Celtics (De Bringingham)                 |                    |
| 19   | Ruot Monyyong    | Alero      | Estados Unidos         | Iowa Wolves                                    |                    |
| 20   | Marlon Stewart   | Base       | Estados Unidos         | Lakeland Magic (De Agua Caliente)              |                    |
| 21   | Joe Young        | Base       | Estados Unidos         | Birmingham Squadron (De Stockton)              |                    |
| 22   | Samir Doughty    | Escolta    | Estados Unidos         | Greensboro Swarm (De Santa Cruz vía South Bay) |                    |
| 23   | Chudier Bile     | Ala-pívot  | Estados Unidos         | Capital City Go-Go                             |                    |
| 24   | Rodney Pryor     | Alero      | Estados Unidos         | Cleveland Charge                               |                    |
| 25   | Tim Bond         | Base       | Estados Unidos         | Windy City Bulls                               |                    |
| 26   | Tyree White      | Alero      | Estados Unidos         | Greensboro Swarm                               |                    |
| 27   | Montell McRae    | Alero      | Estados Unidos/ Canadá | Cleveland Charge (De Oklahoma vía Rio Grande)  |                    |
| 28   | Cullen Russo     | Alero      | Estados Unidos         | Rio Grande Valley Vipers                       |                    |